# Zespół Kasabacha-Merritt
Zespół Kasabacha-Merritt (ang. Kasabach-Merritt syndrome, KMS) – rzadka choroba dotykająca głównie dzieci, w której nowotwór tkanki naczyniowej prowadzi do znacznego obniżenia liczby trombocytów oraz niekiedy innych, potencjalnie groźnych dla życia zaburzeń krwawienia.

## Epidemiologia
Zespół Kasabacha-Merritt występuje w przypadku 1% naczyniaków. Mężczyźni chorują nieco częściej. Choroba dotyczy zwykle noworodków i małych dzieci, ale opisywano także przypadki stwierdzone prenatalnie lub u osób dorosłych.

## Patofizjologia
Zespół Kasabacha-Merritt jest zazwyczaj spowodowany przez śródbłoniaka krwionośnego lub inny guz naczyniowy (naczyniak jamisty, guz z naczyń chłonnych), często obecny już w chwili urodzenia. Guzy te są same w sobie stosunkowo częste, ale rzadko prowadzą do zaburzeń hematologicznych obserwowanych w KMS. Wykazano, że zmiany te różnią się histologicznie od klasycznego naczyniaka obserwowanego u dzieci i wykazano, że KMS nie jest powikłaniem naczyniaka, lecz osobną jednostką chorobową.
Typowa lokalizacja guzów to tułów, kończyny, przestrzeń zaotrzewnowa, szyja i twarz. Naczyniaki obserwowane w KMS nie dają przerzutów. Gdy guz osiąga duże rozmiary, może zatrzymywać trombocyty prowadząc do małopłytkowości. Zużyte trombocyty uwalniają płytkopochodny czynnik wzrostu (platelet-derived growth factor, PDGF), będący silnym mitogenem. Rośnie również stężenie trombiny, prowadząc do zespołu rozsianego wykrzepiania wewnątrznaczyniowego.

## Obraz kliniczny
Większość pacjentów to dzieci, zwykle płci męskiej z czerwono-brązową zmianą na skórze, która przechodzi w fioletową, obrzękniętą masę. Zmiana jest tkliwa, może ulec owrzodzeniu. W rzadszych przypadkach naczyniak może być jednak zlokalizowany w narządach wewnętrznych lub w mózgu. Rozwijające się zaburzenia krzepnięcia mogą prowadzić do wybroczyn i krwawień. Zmiany skórne mogą się powoli cofać z pozostawieniem czerwono-brązowego przebarwienia. Duże zmiany nie ulegają całkowitej inwolucji. Skórne naczyniaki zazwyczaj lokalizują się w obrębie kończyn, narządowe mogą prowadzić do powiększenia obwodu brzucha, w przypadku zajęcia wątroby zazwyczaj rozwija się żółtaczka.

## Diagnostyka
Metody diagnostyczne ułatwiające rozpoznanie obejmują badania laboratoryjne, diagnostykę obrazową oraz badanie histopatologiczne guza.
- w badaniu morfologicznym krwi obwodowej widoczna jest trombocytopenia, niekiedy bardzo znaczna (poniżej 50 000 płytek/mm³)
- ocena układu krzepnięcia ukazuje wydłużony czas trombinowy oraz APTT a także niskie stężenie fibrynogenu przy równoczesnym wzroście stężeń produktów jego degradacji
- badania obrazowe w celu uwidocznienia guza - ultrasonografia (w tym również badanie dopplerowskie pozwalające uwidocznić przepływ w naczyniaku i odróżnić go od guza litego), tomografia komputerowa, magnetyczny rezonans jądrowy, angiografia
- badania radioizotopowe wykonywane są jedynie w ośrodkach dysponujących specjalistyczną aparaturą, nie mają znaczącej przewagi nad metodami obrazowymi
- biopsja guza – w badaniu histopatologicznym widoczne są poszerzone naczynia włosowate tworzące struktury płatowate przedzielone komórkami wrzecionowatymi, rzadko dostrzegalne jest światło naczyń.

## Leczenie
Jest to rzadka choroba, stąd nie wypracowano dotąd konsensusu co do prowadzenia terapii, nie ma także kontrolowanych badań klinicznych.

### Leczenie podtrzymujące
Małopłytkowość i zaburzenia krzepnięcia zwalczane są przez przetoczenie masy płytkowej i świeżo mrożonego osocza, należy zachować ostrożność ponieważ liczne transfuzje mogą prowadzić do przewodnienia pacjenta i niewydolności krążenia.

### Leczenie przyczynowe
Skuteczne wyleczenie nowotworu będącego przyczyną zespołu Kasabacha-Merritta zazwyczaj powoduje ustąpienie małopłytkowości i innych zaburzeń hematologicznych. Resekcja chirurgiczna, jeśli jest możliwa, daje możliwość skutecznego wyleczenia. Należy jednak pamiętać o ryzyku związanym z zabiegiem chirurgicznym u pacjenta podatnego na krwawienie.
Inne metody terapeutyczne jeśli resekcja jest niemożliwa obejmują:
- embolizację naczyń zaopatrujących guz, co może odciąć jego ukrwienie
- podobne efekty może dać założenie zewnętrznego opatrunku uciskowego[4]
- leczenie farmakologiczne - kortykosteroidy, α-interferon - opisano całkowite cofnięcie się guza w ciągu 6 miesięcy po podaniu interferonu[5], jednak terapia taka wiąże się z poważnymi efektami ubocznymi (nudności, gorączka, neutropenia, porażenie spastyczne). Stosowana jest również chemioterapia przeciwnowotworowa (np. przy użyciu winkrystyny)[2]. Zastosowanie kwasu traneksamowego, który hamuje fibrynolizę wtórnie pojawiającą się w DIC może umożliwić przeprowadzenie operacji[6]
- radioterapia stosowana jest w ostateczności (pomimo dużej skuteczności[7]) z uwagi na ryzyko późniejszego rozwoju innych nowotworów,
- leczenie laserowe powierzchownych naczyniaków

## Powikłania
Związane są zwykle z zaburzeniami hematologicznymi występującymi w KMS. Są to ciężka małopłytkowość, zagrażające życiu krwotoki, niewydolność krążenia. Może również dojść do miejscowego nacieku guza, obserwowano także infekcje spowodowane uszkodzeniem naczyniakowato zmienionej skóry.
Możliwe są także powikłania zastosowanego leczenia – komplikacje po embolizacji, wtórne nowotwory po radioterapii itp.

## Rokowanie
Śmiertelność wynosi ok. 30% (według różnych danych od 10 do 37). Związana jest głównie z zajęciem narządów wewnętrznych, krwotokami, nasiloną małopłytkowością lub infekcjami.

## Historia
Zespół został po raz pierwszy opisany w 1940 przez Kathrine Krom Merritt i Haig Haigouni Kasabacha. Dotyczył chłopca z odbarwioną zmianą na lewym udzie, która gwałtownie rozszerzyła się na nogę, mosznę, brzuch i klatkę piersiową. U chłopca zaobserwowano również małopłytkowość.

## Klasyfikacja ICD10
| kod ICD10     | nazwa choroby                   |
| ------------- | ------------------------------- |
| ICD-10: D69   | Plamica i inne skazy krwotoczne |
| ICD-10: D69.5 | Małopłytkowość wtórna           |